# يان جنكينز (طبيب عسكري)
يان جنكينز (بالإنجليزية: Ian Jenkins)‏ هو طبيب عسكري بريطاني، ولد في 12 سبتمبر 1944 في كارديف في المملكة المتحدة، وتوفي في 19 فبراير 2009 في ونزر في المملكة المتحدة.